# Nati nel 1082
| Questa pagina contiene informazioni ricavate automaticamente dalle voci biografiche con l'ausilio del template Bio e di un bot. L'aggiornamento è periodico e automatico e ricostruisce completamente la pagina. Se manca una persona in questa lista, sei pregato di non aggiungerla, ma accertati piuttosto che la sua voce biografica contenga il template Bio e che i dati anagrafici siano correttamente compilati. Se il template Bio manca, inseriscilo tu stesso o, in alternativa, metti l'avviso {{tmp\|Bio}} che ne segnala la mancanza. Se i dati riportati sono sbagliati, correggi direttamente la voce biografica; le modifiche saranno visibili in questa lista entro pochi giorni. Per chiarimenti vedi il progetto biografie. La lista contiene solo le 9 persone che sono citate nell'enciclopedia e per le quali è stato implementato correttamente il template Bio. Pagina aggiornata al 26 apr 2025. |

- 21 gennaio - Muhammad I, sultano turco († 1118)
- 2 novembre - Hui Zong, imperatore cinese († 1135)
- 11 novembre - Raimondo Berengario III di Barcellona, conte († 1131)
- Costanza d'Altavilla, nobile normanna
- Jaropolk II di Kiev, principe († 1139)
- Minamoto no Yoshikuni, giapponese († 1155)
- Ottocaro II di Stiria, nobile austriaco († 1122)
- Maria di Scozia, nobile scozzese († 1116)
- Teotonio di Coimbra, abate e santo portoghese († 1162)